# NGC 317
NGC 317 su dvije međudjelujuće galaktike, lećasta i spiralna galaktika (S0 + Sb) u zviježđu Andromedi. Otkrio ih je Lewis A. Swift 1. listopada 1885. godine:
- NGC 317A
- NGC 317B

Druge oznake su: CGCG 536-013, PGC 3442 + PGC 3445, crveni pomak je 0,018109, helio radijalna brzina je 5,429 km/s.